# マッキンリー大統領暗殺事件

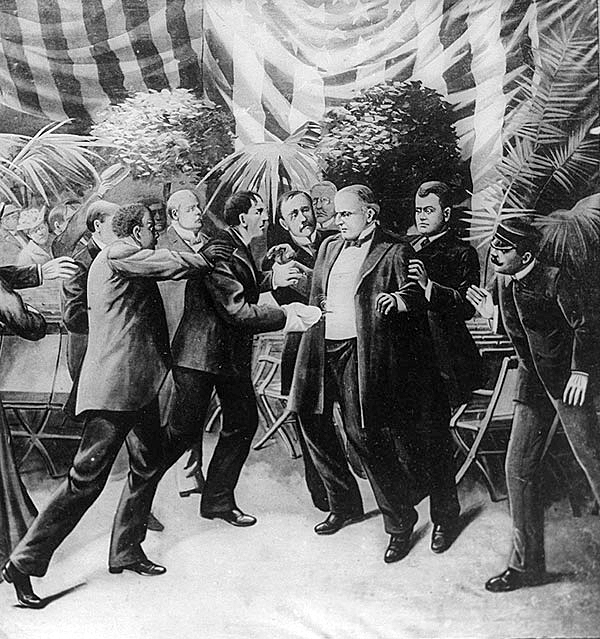
レオン・チョルゴッシュが隠し持ったリボルバーでマッキンリー大統領に発砲する瞬間

マッキンリー大統領暗殺事件（マッキンリーだいとうりょうあんさつじけん、英:William McKinley assassination）は、ニューヨーク州バッファローのテンプル・オブ・ミュージックで、1901年9月6日に発生した事件。
ウィリアム・マッキンリー大統領はバッファローで開催されていたパン・アメリカン博覧会に出席しており、無政府主義者のレオン・チョルゴッシュに2度銃撃された。マッキンリーは当初傷から回復しているように見えたが、狙撃から6日後に容態が急変し、9月14日に死亡した。副大統領のセオドア・ルーズベルトが大統領職を継いだ。マッキンリーは暗殺されたアメリカ合衆国大統領4人のうちの3人目であり、その前は1865年のエイブラハム・リンカーン、1881年のジェイムズ・ガーフィールドがおり、後には1963年のジョン・F・ケネディがいる。マッキンリーの暗殺後、連邦議会はアメリカ合衆国シークレットサービスにアメリカ合衆国大統領身辺の護衛を公式に課することになった。

## 博覧会でのマッキンリー

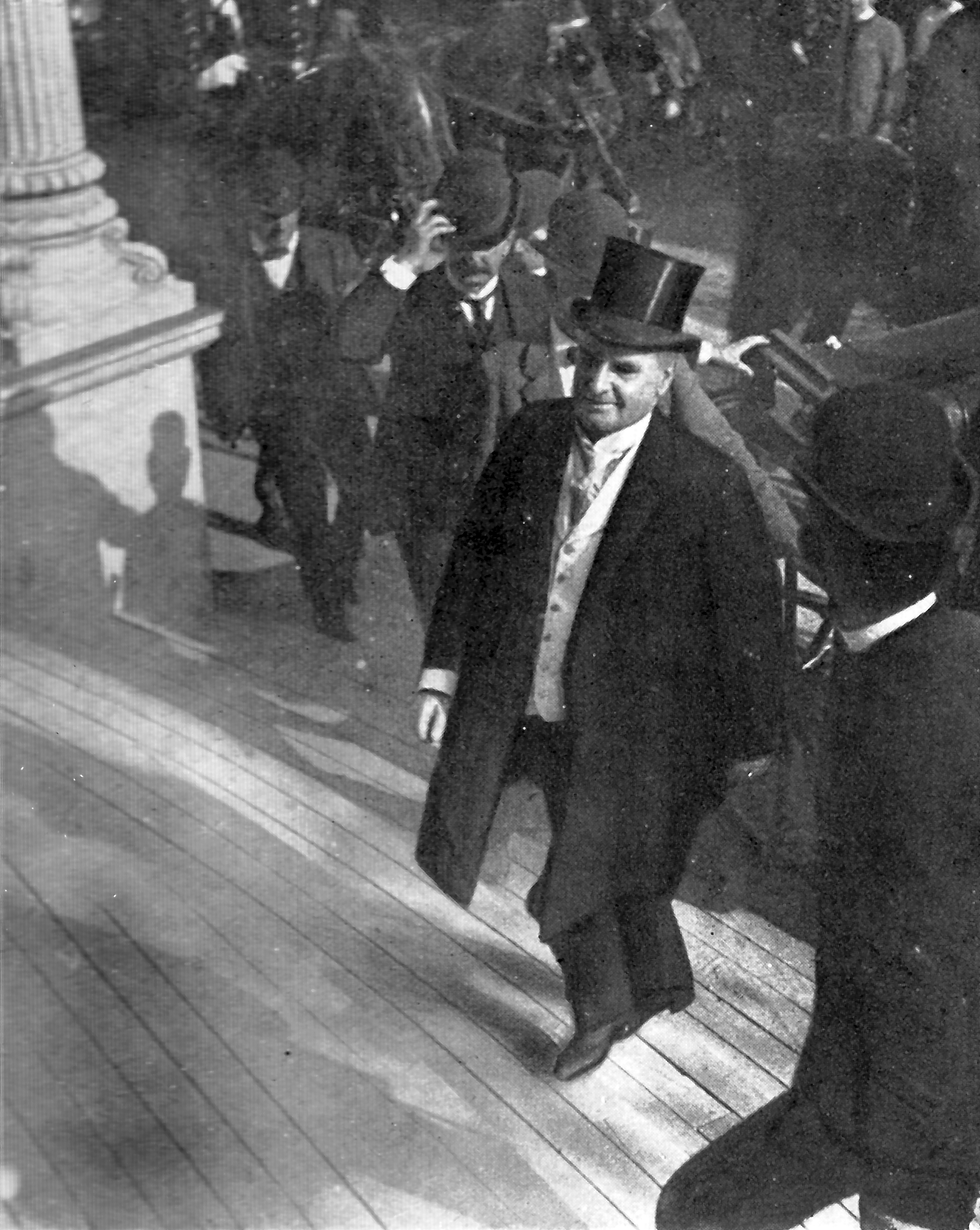
テンプル・オブ・ミュージックに到着するマッキンリー

マッキンリーとその妻アイダ・マッキンリーは、その栄誉を称えるために「大統領の日」とされた9月5日に博覧会場に到着した。その日に予定された行事には私的な歓迎会と観兵式、およびマッキンリーによるスピーチが含まれていた。
6日の朝、マッキンリーはナイアガラの滝を訪れ、その午後に予定されていた公開の歓迎会に出席するために博覧会場に戻った。秘書官のジョージ・コーテルユーはそのような公開の歓迎会は大統領の安全を脅かすものと思い嫌っていた。コーテルユーは大統領に歓迎会を外すよう提案したが、マッキンリーは「なぜそうすべきなんだ？誰も私に危害を加えようとは望まないよ」と答えた。マッキンリーはコーテルユーと博覧会の会長ジョン・ミルバーンに伴われ、午後3時半に博覧会場に到着し、歓迎会が行われるテンプル・オブ・ミュージックに入った。
1865年に偽札防止のために設立されていたアメリカ合衆国シークレットサービスは、1901年時点でアメリカ合衆国大統領を護衛するという公式な任務は無かった。しかし、シークレットサービスは既に1894年以来、マッキンリーの前任者グロバー・クリーブランドの時から非公式に時に応じた護衛を行っていた。シークレットサービスはその日も大統領を守るためにそこにおり、他に地元バッファローの探偵達と、群衆に目を付けておくよう指示された11人からなる兵士の班がいた。マッキンリーはコーテルユーとミルバーンに挟まれて立ち、長い列を作っていた人々と握手をしていた。その列の中にレオン・チョルゴッシュがいた。

## 暗殺者

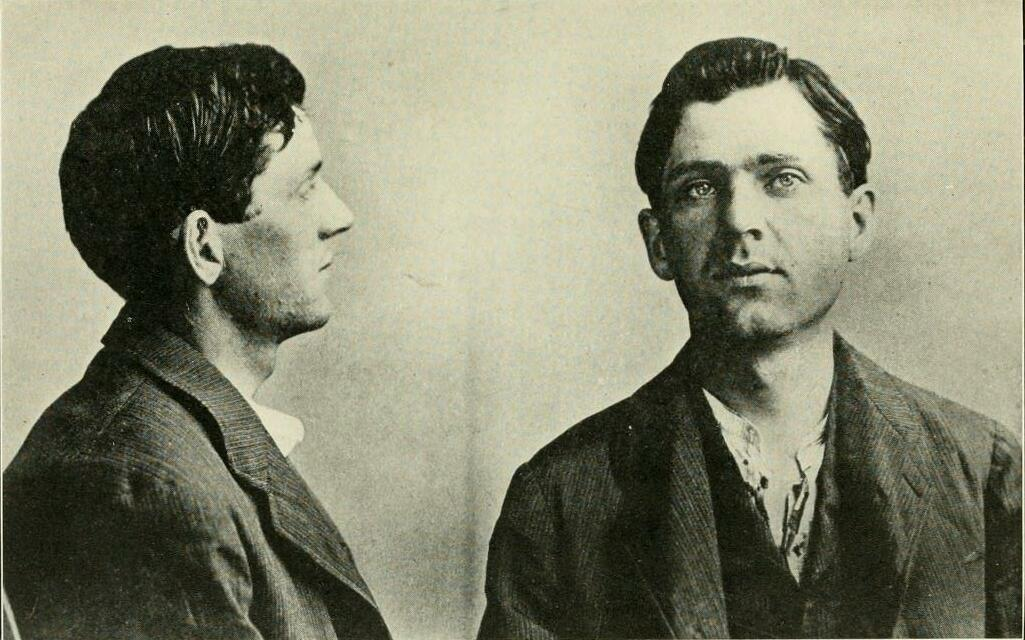
レオン・チョルゴッシュの顔写真。狙撃の翌日に撮影。

チョルゴッシュは1873年にミシガン州デトロイトで、ポーランド移民の息子として生まれた。一度は工場労働者になっていたが、1901年時点では数年間無職であり、家族と共に住んでいた。マッキンリー暗殺の数年前から無政府主義に興味を抱くようになった。1901年5月、オハイオ州クリーブランドで開かれた有名な無政府主義者エマ・ゴールドマンの講演会に出席した。6月12日にはゴールドマンの自宅があるシカゴに旅して、ゴールドマンが列車に乗って立ち去るまでの短時間話をした。ゴールドマンは、マッキンリー暗殺への関与を疑われて後に逮捕され、短期間拘留された。
チョルゴッシュの9月7日の証言では、8日前にシカゴでマッキンリーが博覧会に出席するという記事を読んだ。その後直ぐに列車に乗ってバッファローに行き、部屋を借りた。チョルゴッシュは9月5日の大統領の日の祭典にも出ており、大統領のスピーチを聞いた。その時に大統領を狙撃する誘惑に駆られたが、十分に近づけなかったために実行しなかった。その代わりに翌日も博覧会場に戻ってきた。5月に聞いたゴールドマンの講演内容がこの時も彼を「燃え上がらせて」いた。大統領と握手することを待つ人々の列に並んだ。持っていた拳銃を隠すために手に白いハンカチを巻きつけていた。シークレットサービスのジョージ・フォスターは後にチョルゴッシュのハンカチを巻いた手を見過ごしたことについて釈明し、チョルゴッシュは前の人にくっついて並んでいたと言った。

## 狙撃
マッキンリーがおよそ10分間握手を続けているときに、コーテルユーがドアを閉めるためにその横を離れた。博覧会の公式パイプオルガニスト、ウィリアム・J・ゴンプは、テンプル・オブ・ミュージックの特別呼び物であった大きなオルガンでロベルト・シューマンのトロイメライを和らかく演奏していた。午後4時7分、チョルゴッシュは大統領の前に進み出た。マッキンリーはチョルゴッシュの「包帯のある」手を取ろうとしたが、握手する前にチョルゴッシュは2度引き金を引いた。チョルゴッシュの直ぐ後に並んでいたジェイムズ・パーカーという男がチョルゴッシュの顔を殴り、床に倒した。シークレットサービスのジョージ・フォスターがチョルゴッシュに飛び掛り、仲間の諜報員アルバート・ギャラガーに「アル、銃を取れ！銃を取れ！アル、銃を取れ！」と叫んだ。ギャラガーはその代わりにチョルゴッシュのハンカチを取ったが、それには火が着いていた。マッキンリーの特殊任務部隊員フランシス・オブライエン一等兵が拳銃を拾い上げた。
マッキンリーは護衛がチョルゴッシュを引きずり出す間もまだ立っていた。誰かがチョルゴッシュを再度殴った後で、マッキンリーは「誰も彼に危害を加えるな」と叫んだ。狙撃から11分経って救急車が到着し、マッキンリーは博覧会場内にある病院に搬送された。浴びた銃弾は2発だった。1発はマッキンリーの肋骨をかすめ、浅い傷を作っただけだった。しかし、2発目はマッキンリーの腹部に入り胃を貫通し、腎臓に当たって膵臓を損傷し、背中の筋肉のどこかで止まっていた。
医師団は銃弾を見つけられず、体内に残したまま傷を縫合した。銃弾を探すために役に立ったかもしれないX線検査機が博覧会の手近な所にあったが、理由は不明なままだが使われなかった（その後数日の間にトーマス・エジソンが、ニュージャージー州にある彼の店からはるばるX線検査機を運ぶ手配をしたが、これも使われることは無かった）。マッキンリーは鎮痛のために施されたエーテルによって意識不明のままであり、治療のためにジョン・ミルバーンの自宅に移された。

## 大統領の死

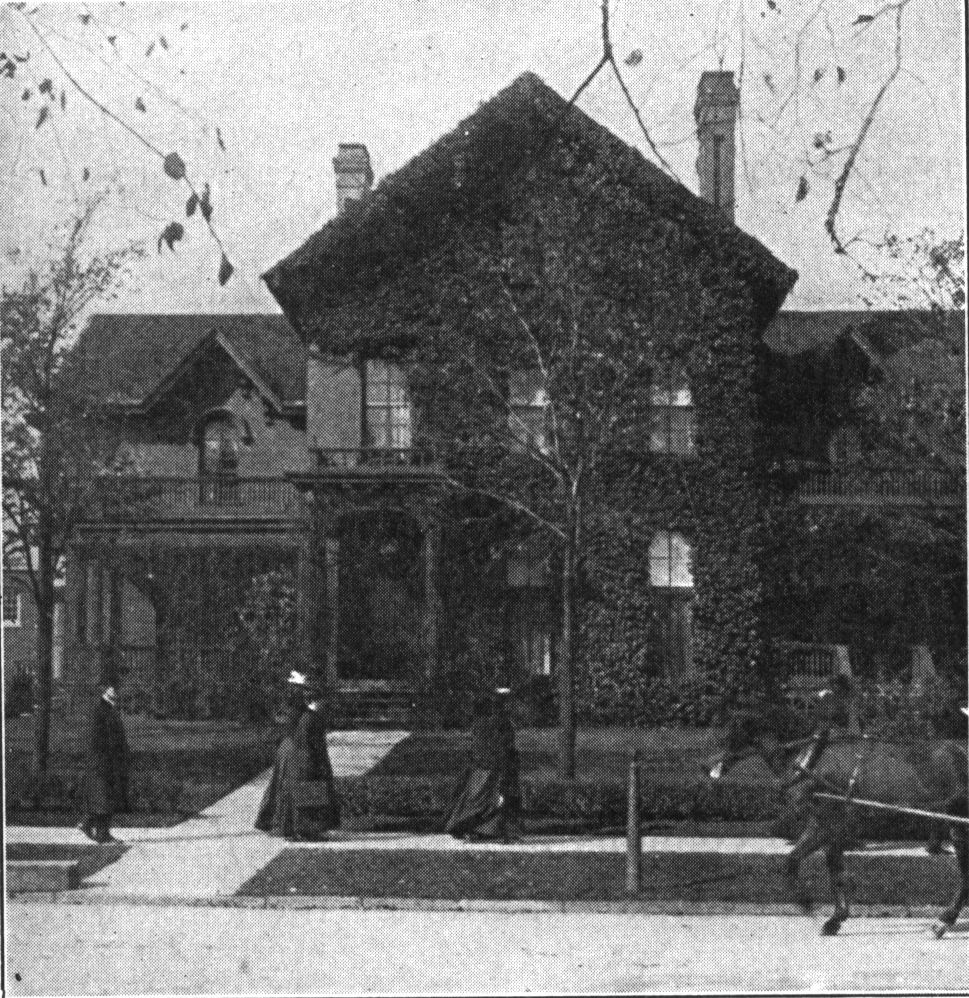
大統領が死亡したジョン・ミルバーンの自宅

チョルゴッシュはその夜全てを告白した。「私は私の義務を果たすためにマッキンリー大統領を殺した。私は一人の男があのように多くの任務をこなし、他の者はなにもしないでいるべきではないと思った。」と述べた。彼は翌日さらに詳細を語り、単独でやったと主張したが、それでも数日後のゴールドマンの逮捕を止められなかった。
チョルゴッシュが大統領を殺したと主張しているのとは対照的に、マッキンリーはまだ生きているだけでなく、回復しているように思われた。7日土曜日、マッキンリーの容態は良く、寛いで会話もできた。彼の妻が面会を許され、マッキンリーはコーテルユーに「私のスピーチは気に入られたかい？」と尋ねた。彼の病床から9月8日に送られた速報では、「大統領は夜を快適に過ごし、今朝のその容態は全く期待が持てる。彼の心は爽快でよく憩んでいる。8時半に傷の手当てをし、大変満足のいく状態であることが分かった」と言っていた。
マッキンリー内閣の閣僚大半がバッファローにやってきたし、旧友で元選挙対策本部長であったマーク・ハンナ上院議員も駆けつけた。セオドア・ルーズベルト副大統領は、大統領が撃たれたという一報が入った9月6日は、バーモント州での午餐会に出席していた。ルーズベルトとその一党は直ぐにバッファローに向かい、7日に到着した。しかし、10日までにマッキンリーが回復を続けており、ルーズベルトが居ることはもはや不必要に見えたので、広報のためにもその日にバッファローを離れることにした。ルーズベルトは妻や家族が既に行って待っているアディロンダック山脈に行って、ハイキングの休暇を楽しもうとした。同様にマーク・ハンナや閣僚達も危機は去ったと思われたのでバッファローを離れた。
大統領は回復を続けた。9日の速報では、「大統領の容態は日に日に満足の行く状態に向かっている。不測の事態は起こりそうになくなった」としていた。10日の速報では、「今朝の大統領の容態は医師団に拠れば著しく満足の行くものである。厄介な問題が起こらなければ、急速な回復が期待できる」というものだった。マッキンリーは口から水を飲み、滋養浣腸を続けた。11日、大統領は牛肉の肉汁を口から摂ったが、これは狙撃以来初めて胃に入れた食糧だった。この日の速報では、「回復を続けており、容態はよい方向のままである」としていた。12日、マッキンリーは初めて固形食を摂り、内容はトースト・アンド・エッグおよびコーヒーだったが、「味わうことはできず、ほとんど食べなかった」
12日遅く、大統領の容態が悪化し始めた。頭痛と吐き気を訴え、脈拍数は増加し速く弱かった。マッキンリーは汗をかき、落ち着きがなくなったが、意識ははっきりしていた。13日朝の速報では、「大統領の容態は重篤であり、深刻な事態も考えられる」とした。この日は13日の金曜日で、マッキンリーは急速に衰弱を始めた。ハンナや閣僚達はミルバーンの家に戻った。マッキンリーは、その弱い脈を改善するためにアドレナリンと酸素を与えられた。その容態は悪化を辿ったので、マッキンリーは医師団に「もう無用だ、諸君。教誨師を呼んだ方が良いと思う」と言った。後に意識が遠のく中で、賛美歌の「主よ御許に近づかん」(Nearer, My God, to Thee)の中のフレーズを呟いた。午後6時15分の速報では、「大統領の医師団は、大統領の容態が極めて重態であると言っている。...これが回復しなければ、時間の問題に過ぎない」としていた。
悲嘆に暮れたハンナ上院議員は「大統領閣下、私の声が聞こえますか？ウィリアム！私が分かりますか？」と言った。マッキンリー大統領は、感染症と壊疽に侵され、9月14日午前2時15分に息を引き取った。

## ルーズベルトの大統領昇格

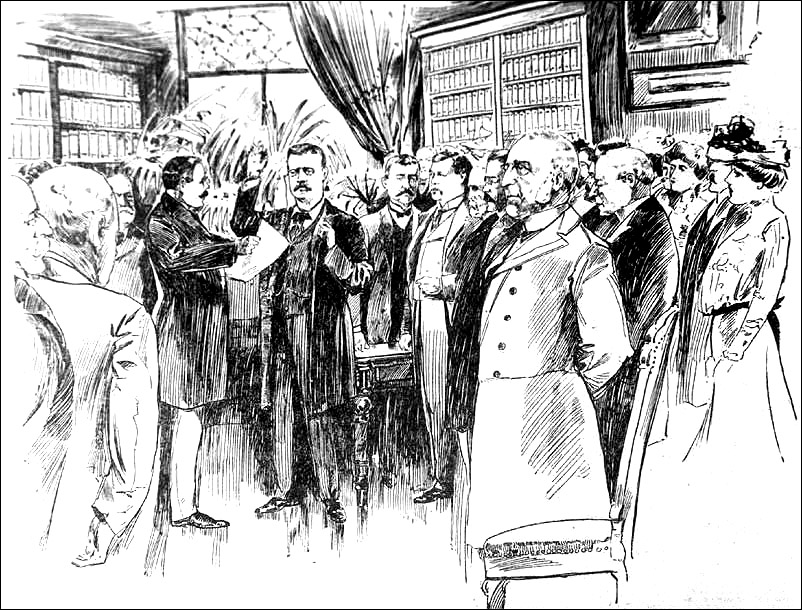
ルーズベルトが大統領就任宣誓をする光景。新聞のスケッチ。しきたりの聖書が無い。

9月12日、セオドア・ルーズベルトとその家族は標高3,500フィート (1,070 m)のマーシー山に所有する山小屋に着いた。翌朝は冷たい霧の日であり、ルーズベルトはその友人や公園保護官等に伴われて山の頂上を目指し、小屋を出発した。13日の正午までに、副大統領とその1隊は頂上の平たい岩の上で休憩し、山脈のパノラマを楽しんでいた。彼等は湖の側で昼食を摂るために500フィート (150 m)ほど下に降りた。午後1時半に1人の公園保護官が走って到着し、1通の電報をもたらした。ルーズベルトはその伝令の姿を見た時に何が起こったかを理解し、後に「私は本能的に彼が悪い報せを持ってきたことが分かった。...私は大統領になりたかったが、そのようなやり方で大統領になりたいとは思わなかった。」と語った。
電報は彼の恐れていたことを裏づけ、マッキンリーの容態が悪い方向に急変したことを報せていた。山小屋に戻ると、陸軍長官のエリフ・ルートからの不吉な電報を受け取った。
大統領は死に行くものと思われ、バッファローにいる閣僚は貴方が一刻も早く来るべきと考えている。
夜半少し前に、ルーズベルトは家族と別れて馬車でマーシー山を下った。その行程は昼でも7時間は掛かるところだった。午前3時半に馬車を乗り換え、暗闇の中を高速で長く曲がりくねった山道を下って行った。2時間後、やっとノースクリークの鉄道駅に着いたのが14日の午前5時22分であり、そこで国務長官ジョン・ヘイからの電報を受け取った。
大統領は今朝2時15分に死去した。
ルーズベルトは続いて列車に乗った。この列車はオールバニで短時間停まり、バッファローには午後1時半に着いた。そこで友人のアンスリー・ウィルコックスに会い、バッファローにあるウィルコックスの家に向かった。マッキンリーの遺体が横たわるミルバーンの家からは1マイル (1.6 km)離れていた。ルーズベルトは埃を払い、ミルバーンの家を弔問に訪れた。そこでルート、コーテルユーおよびそこに居た閣僚の残り大半に会ったが、大統領の遺体は検死解剖が行われていたので会えなかった。ルートがそこで儀式を行うことを推奨したが、ルーズベルトは「不適切」と考え、就任宣誓の儀式を行うためにウィルコックスの家に戻ることにした。ルーズベルトは午後3時半に第26代アメリカ合衆国大統領に就任する宣誓を行った。ルーズベルトは43回目の誕生日から6週間過ぎたばかりであり、現在でも大統領職に就いた者の中で最も若い者となっている。

## その後
著名な無政府主義者エマ・ゴールドマンは、チョルゴッシュをブルータスに喩え、マッキンリーを「マネーキングとトラストの大立者の大統領」と呼ぶ記事を出版した。他の無政府主義者や急進派の中には、ゴールドマンがチョルゴッシュを助けようとしていることを進んで援助しない者がいた。
チョルゴッシュは、大統領が死んでからわずか9日後の9月23日に裁判に掛けられた。検察の証言は2日間を要し、マッキンリーの治療にあたった医師団や様々な狙撃の目撃者が含まれていた。弁護団のローラン・ルイスは証人を誰も呼ばなかった。ルイスは陪審員に対する陳述の中で、チョルゴッシュは弁護士に対して話すことや協力を拒んでいることを伝え、被告の罪を認め、続いて「この事件で議論あるいは考慮すべき唯一の問題は、その行動が正気の者によって行われたか否かである。もし正気ならば、被告は殺人の罪で有罪である。...もし狂気の者の行動であるならば、殺人では無罪だが、その告発から釈放され、精神病院に収容されるべきである。」と言った。
陪審員はチョルゴッシュを有罪とするために1時間半しか要しなかった。9月26日、チョルゴッシュは死刑を宣告された。処刑を待つために即座にオーバーン州立刑務所に収監された。チョルゴッシュは深い反省を表明し、「私は私がしたことを悔やんでいると人々に知って欲しい。それは誤りで間違っていた。もしもう一度機会があっても、決してやらないだろう。しかし、それを言うには遅すぎた。私が大統領を殺したことを済まないと思う。」と言った。チョルゴッシュは、1901年10月29日に電気椅子で処刑された。
マッキンリーの暗殺後、連邦議会は大統領の身辺警護の問題を取り上げた。1901年の秋、非公式にシークレット・サービスに対し、大統領の身辺警護を管理するよう求め、シークレット・サービスは1902年までにセオドア・ルーズベルト大統領を24時間警護し始めた。しかし、この時はまだ公式のものではなかった。議会のある者はアメリカ陸軍が大統領の護衛に当たるよう推奨した。議会がシークレット・サービスを大統領の身辺警護に当たる機関として指定する法律を通したのはやっと1906年のことだった。
ニューヨーク州バッファローのナイアガラ広場で高さ96フィート (29 m) のオベリスク、マッキンリー記念碑が1907年に除幕された。マッキンリーが死んだミルバーンの家は後に取り壊された。マッキンリーが撃たれたテンプル・オブ・ミュージックの跡地には石碑がある。ルーズベルトが就任宣誓を行ったバッファローのウィルコックスの家は、現在国定歴史建造物となっている。